# Tytsjerksteradiel
Tytsjerksteradiel () est une commune néerlandaise située en province de Frise. La langue officielle de la commune étant le frison depuis 1989, la commune comme tous ses villages portent un nom dans cette langue régionale. En néerlandais, la commune est connue en tant que Tietjerksteradeel (). Les noms utilisés au niveau national sont considérés comme des exonymes, bien que les noms en néerlandais apparaissent sous les noms en frison sur les panneaux indicatifs.
Lors du recensement de 2018 effectué par le Bureau central de la statistique (CBS), la commune compte 31 740 habitants. L'hôtel de ville se trouve à Burgum (Bergum), l'un des seize villages composant la commune et celui à la population la plus élevée, devant Hurdegaryp (Hardegarijp), Noardburgum (Noordbergum) et Gytsjerk (Giekerk).

## Géographie
D'une superficie de 161,41 km2 dont 148,86 km2 de terres, Tytsjerksteradiel est bordée par Dantumadiel au nord, Achtkarspelen à l'est, Smallingerland au sud, Leeuwarden à l'ouest et Noardeast-Fryslân au nord-ouest.